# Onthophagus hircus
Onthophagus hircus är en skalbaggsart som beskrevs av Gustaf Johan Billberg 1815. Onthophagus hircus ingår i släktet Onthophagus och familjen bladhorningar. Inga underarter finns listade i Catalogue of Life.